# فيليب شو
فيليب شو (بالإنجليزية: Phillip Chew) هو لاعب كرة الريشة أمريكي، ولد في 16 مايو 1994 في آناهايم في الولايات المتحدة.

## وصلات خارجية
- فيليب شو على موقع BWF.tournamentsoftware.com (الإنجليزية)
- فيليب شو على موقع BWFbadminton.com (الإنجليزية)
- فيليب شو على موقع اللجنة الأولمبية الدولية (الإنجليزية)
- فيليب شو على موقع أوليمبيديا (الإنجليزية)
- فيليب شو على موقع اللجنة الأولمبية والبارالمبية الأمريكية (الإنجليزية)